# Sandö (fartyg)
Sandö, LL158, är ett svenskt k-märkt fiskefartyg.
Sandö byggdes 1948 på Rönnängs varv i Rönnäng. Hon gick i yrkesmässigt fiske till april 2011. Hon skänktes då av ägaren sedan 1972 Klas Berntsson till Bohusläns museum.